# Скьяво, Паоло
Паоло Скьяво, настоящее имя Паоло ди Стефано Бадалони (итал. Paolo Schiavo, Paolo di Stefano Badaloni; 1397, Флоренция — 1478, Пиза) — итальянский живописец флорентийской школы периода кватроченто — раннего итальянского Возрождения.

## Биография
Паоло Балони (прозвание «Schiavo» означает «скованный», «угнетённый») родился во Флоренции, воспитывался в среде монахов-бенедиктинцев ордена камальдулов. В 1429 году поступил в Гильдию врачей и аптекарей (Arte dei Medici e Speziali), в которой в то время состояли живописцы как имеющие дело с красителями, до основания собственной Гильдии Святого Луки. По сообщению Дж. Вазари, он был последователем Мазолино да Паникале, испытал влияние Мазаччо и Доменико Венециано.
В 1435 году Паоло вместе с Мазолино да Паникале отправился в Кастильоне-Олона (Ломбардия), где работал в местной церкви Святых Стефана и Лаврентия. Вместе они писали фрески с «Историями Святой Девы Марии». Паоло Скьяво создал все люнеты и фрески на южной стене апсиды. Фрески Скьяво также украшают капеллу в церкви Сан-Микеле-а-Кастеллаччо-ди-Соммайя, недалеко от Флоренции. Художник также был известен как миниатюрист и создатель рисунков для вышивок.
Среди его последующих произведений были фрески «Дева Мария с Младенцем на троне со святыми» для церкви Сан-Миниато-аль-Монте во Флоренции с необычным архитектоническим фоном розового цвета (1436), «Распятие, которому поклоняются монахини» (1447—1448), «Поклонение волхвов» и «Благовещение с избранными святыми». Он создал ещё несколько работ, на каждой из которых стоит его подпись и соответствующие даты. Паоло Скьяво также приписывают цикл фресок, который сохранился в Кастельнуово д’Эльза, деревушке муниципалитета Кастельфьорентино.

## Галерея

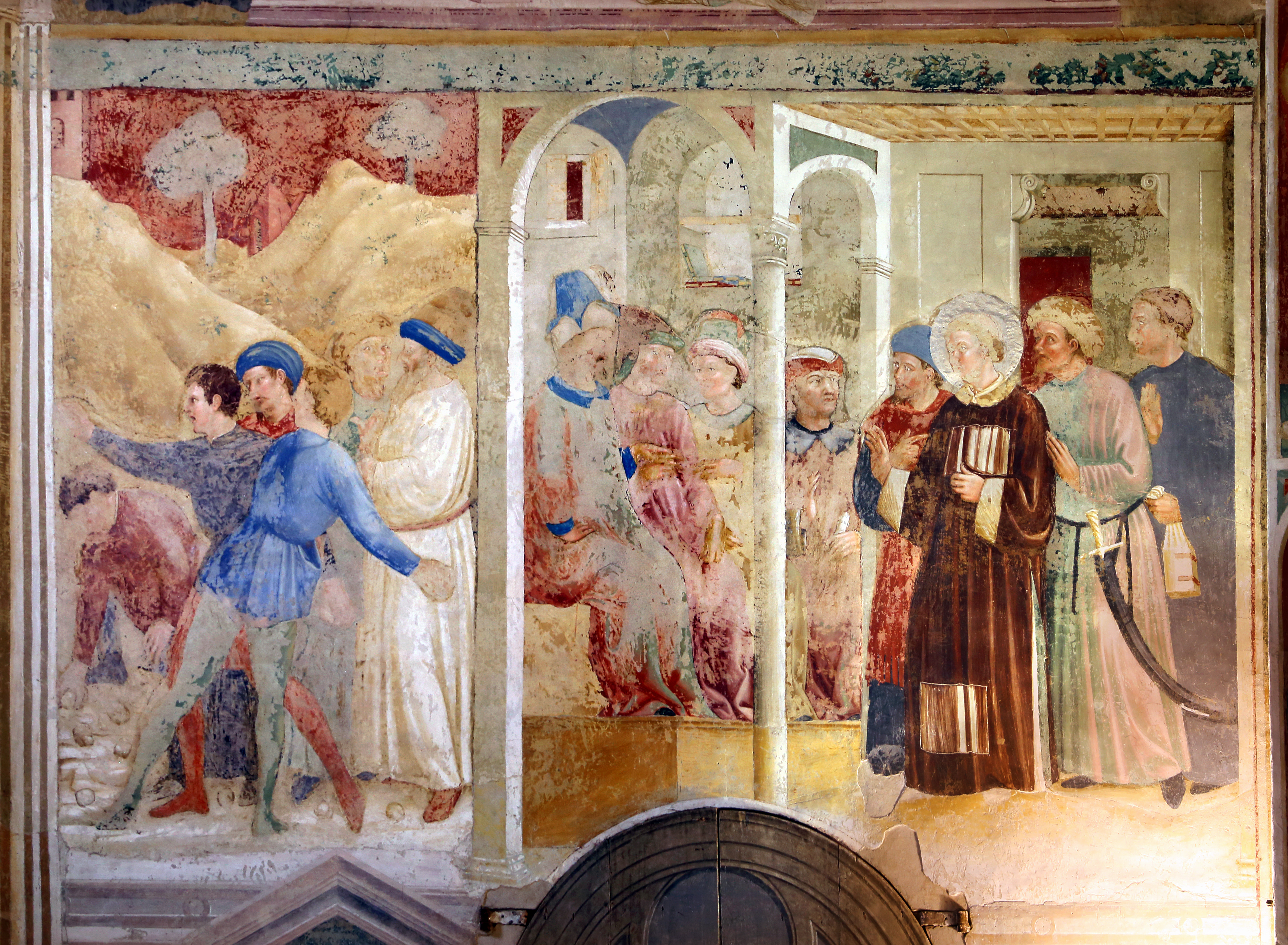
Истории святых мучеников Стефана и Лаврентия. Деталь фрески. 1435-1440. Церковь Святых Стефана и Лаврентия, Кастильоне-Олона, Ломбардия
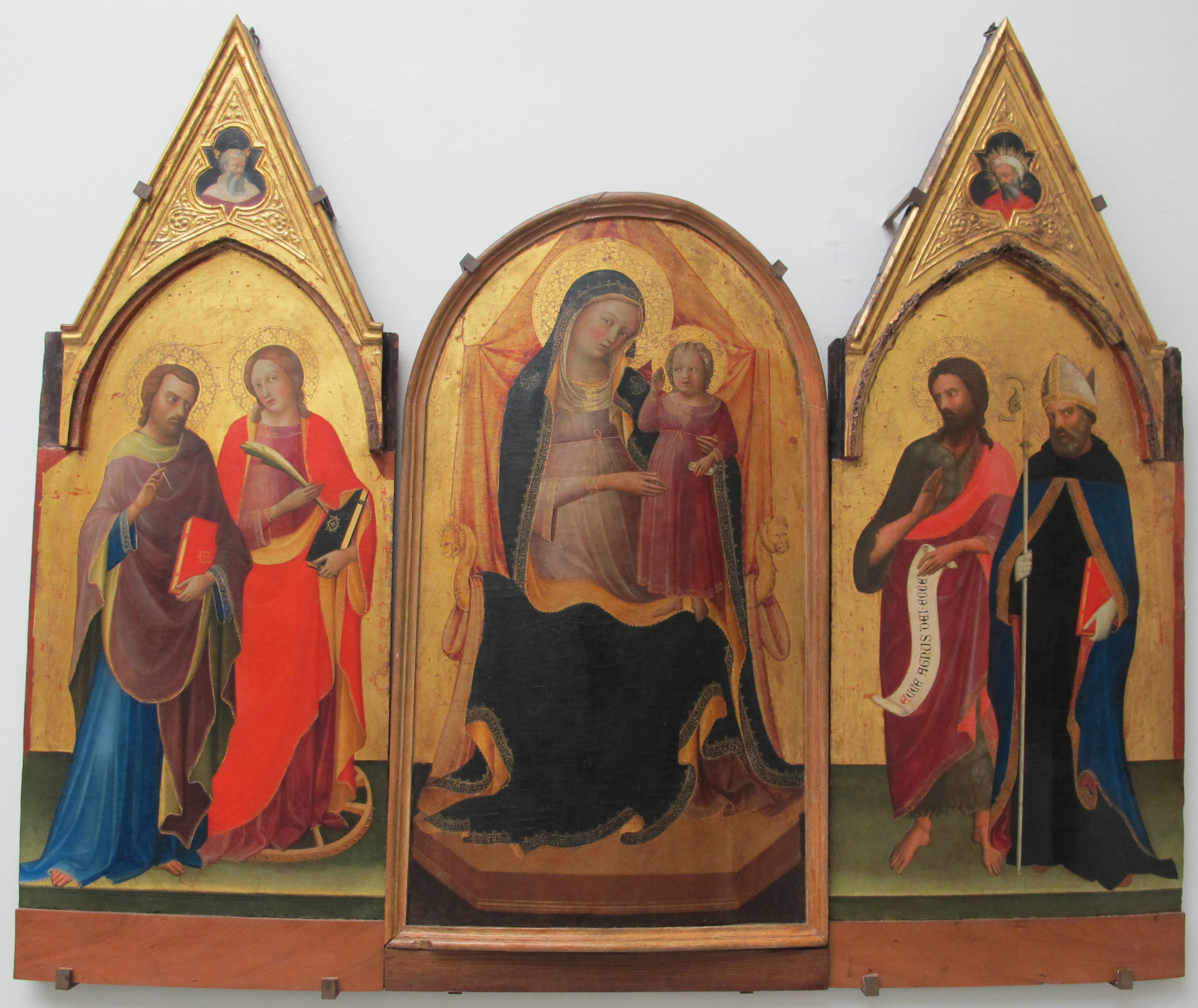
Лоренцо Монако и Паоло Скьяво. Мадонна с Младенцем и святыми. Триптих. Дерево, темпера, золочение. Коллегиальная церковь Сант-Андреа, Эмполи
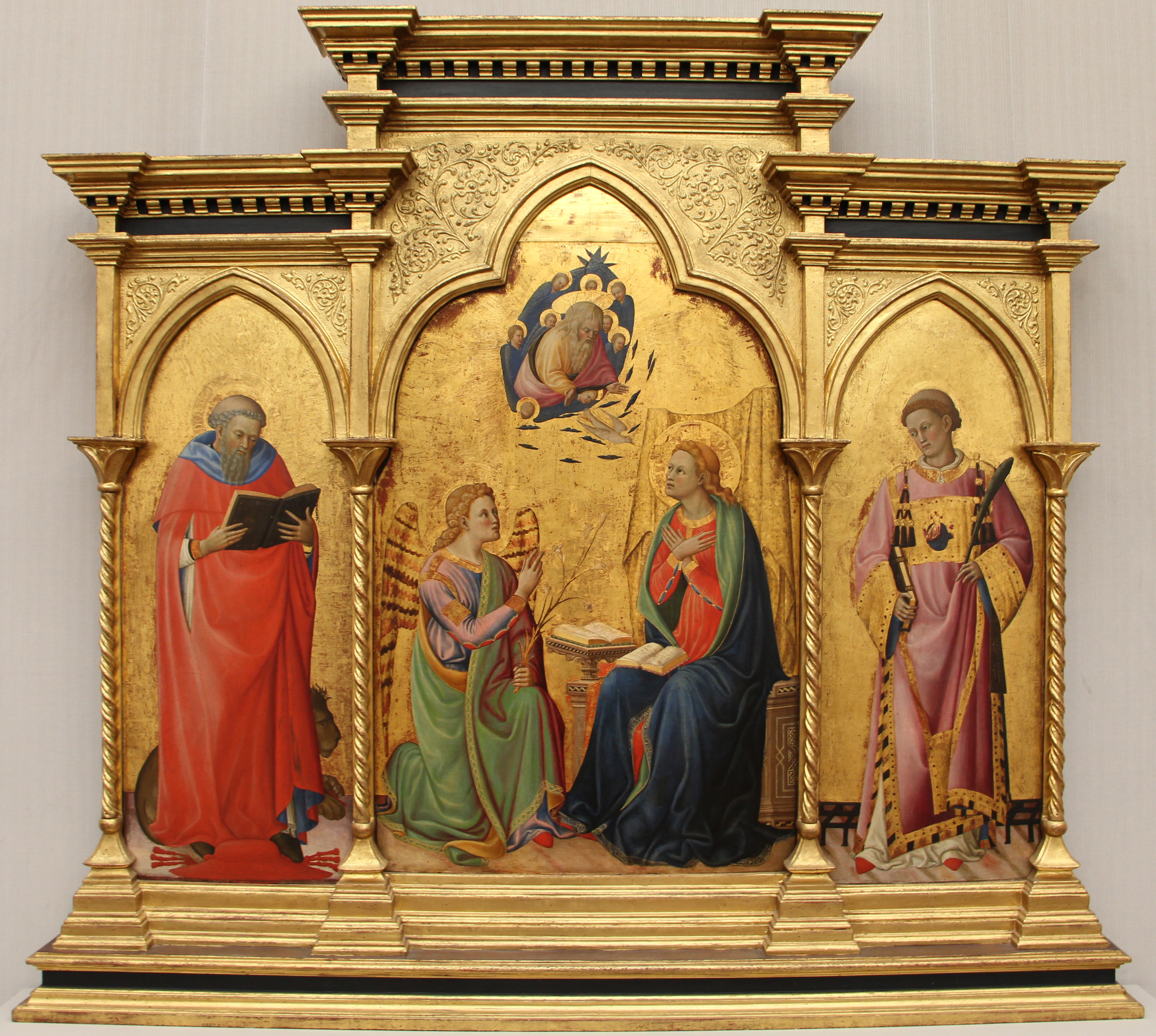
Триптих с Благовещением и святыми. Дерево, темпера. Берлинская картинная галерея
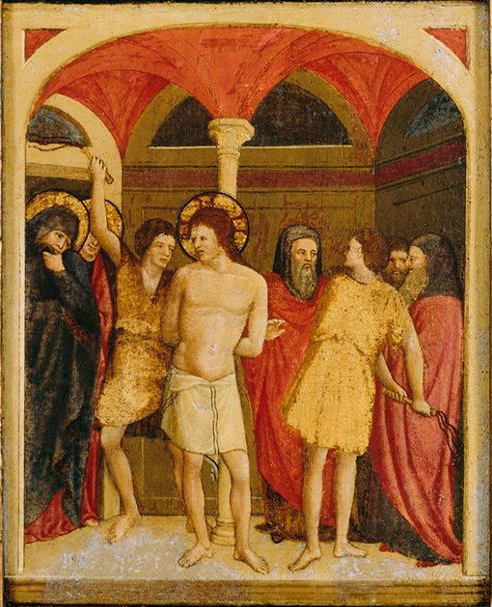
Бичевание Христа. Между 1430 и 1440. Дерево, масло. Музей искусств, Понсе, Пуэрто-Рико
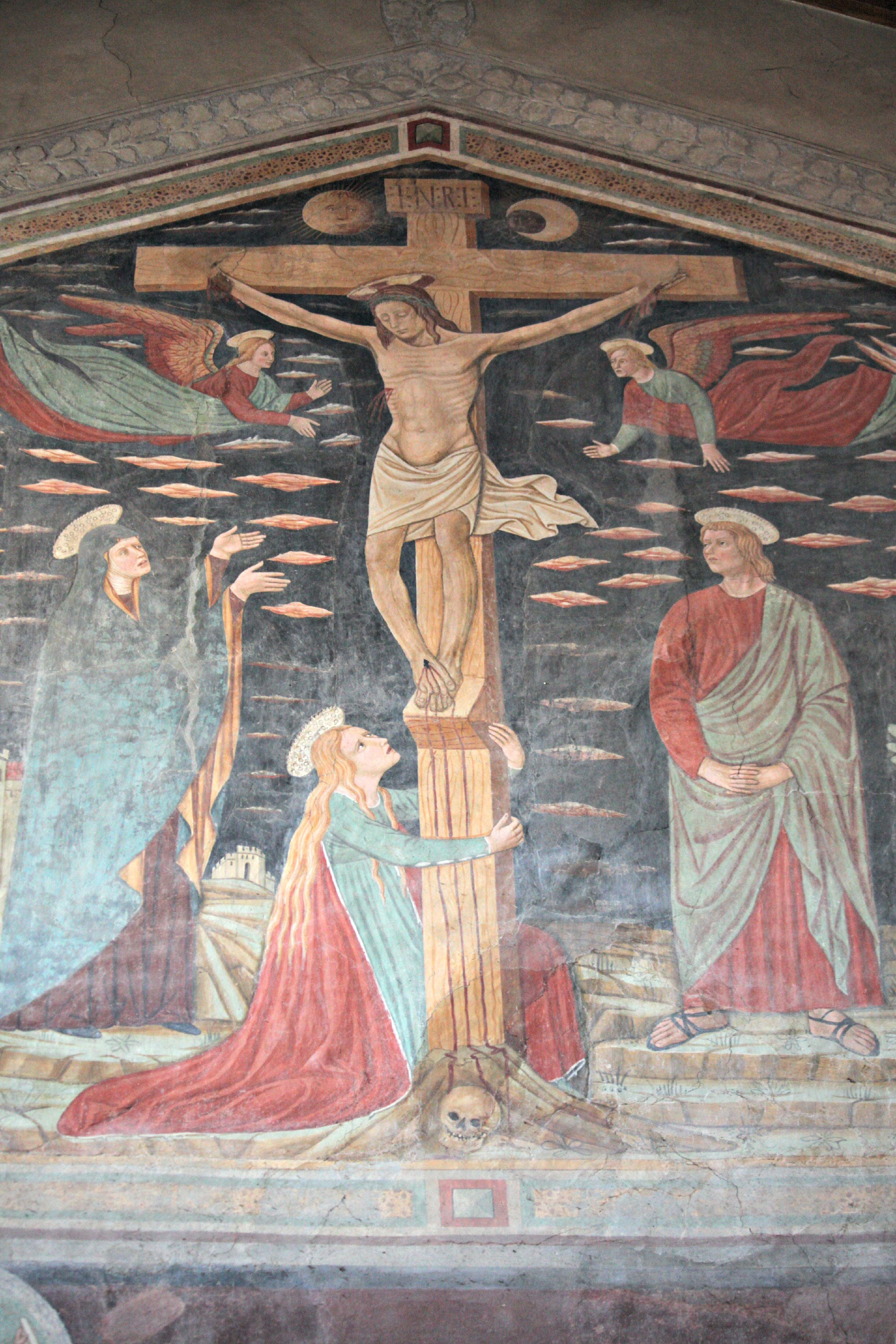
Распятие. Фреска. Церковь святых Лаврентия и Варвары. Кастельнуово д'Эльза
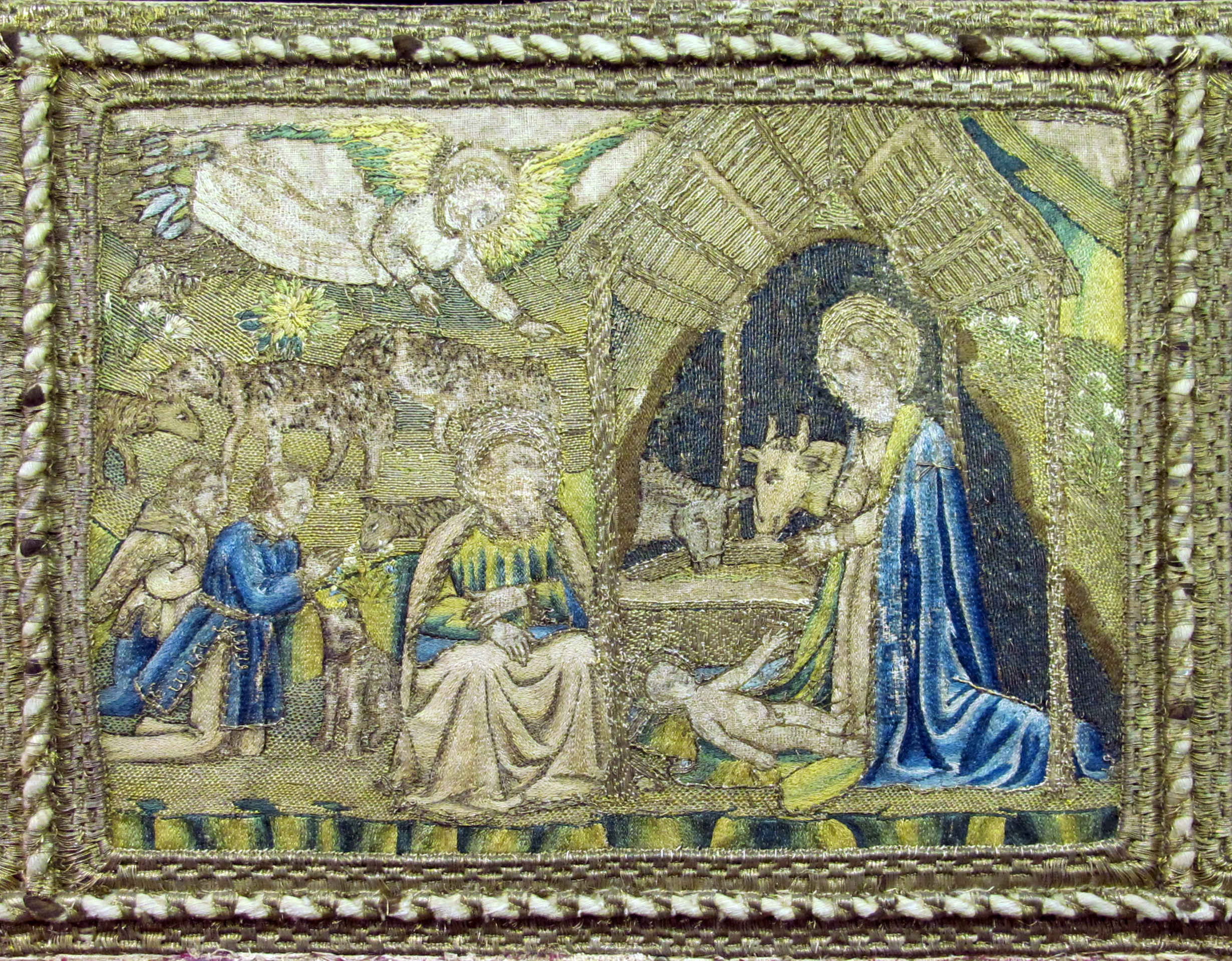
Рождество. Вышивка антепендиума по рисунку П. Скьяво. 1466. Церковь Санта-Мария-Новелла, Флоренция